# Salina (geologia)

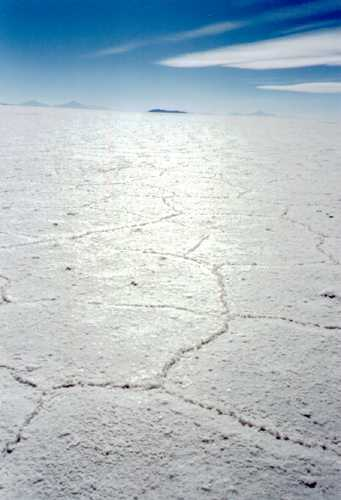
Aspetto di una salina (Salar de Uyuni, Bolivia)

Una salina naturale o piana di sale o piana salina è una formazione geologica che si trova nelle zone desertiche. Conosciuta anche come playa (in spagnolo «piana», «spiaggia») o salar o takyr, sabkha e kavir in Asia centrale, Arabia Saudita e Iran, rispettivamente, è una distesa piatta coperta di sale ed altri minerali che normalmente appare bianca sotto il sole.
Una salina naturale è un luogo dove defluiscono le acque piovane e sarebbe un lago o uno stagno se non ci si trovasse in una zona dove l'evaporazione è maggiore delle precipitazioni come ad esempio un deserto. Se il terreno non è in grado di drenare l'acqua, questa rimane in superficie finché non evapora. Evaporando lascia sul terreno i sali in essa disciolti. Nell'arco di migliaia di anni il sale si accumula in spessi strati generalmente bianchi. Visti dall'aereo sembrano laghi ghiacciati.
Le saline possono essere pericolose perché la coltre di sale può nascondere paludi di fango in grado di sommergere un autocarro. Nella depressione di Qattara nella parte orientale del deserto del Sahara vi sono molte trappole del genere che durante la seconda guerra mondiale furono utilizzate come barriere strategiche.
La più grande piana di sale del mondo è il Salar de Uyuni in Bolivia (oltre 10000 km²). In Sudamerica sono notevoli anche le Salinas Grandes in Argentina (ca. 6000 km²).
Negli USA le piane saline più conosciute sono le Black Rock Desert in Nevada e Bonneville Salt Flats nello Utah, luogo famoso per i molti record di velocità stabiliti sul Bonneville Speedway.
In alcuni casi la distesa di sale si mantiene compatta solo per una parte dell'anno, mentre nei mesi in cui esiste una pur modesta piovosità assume un aspetto fangoso o diventa un vero e proprio lago salato. Questo accade per esempio per lo Chott Melrhir in Algeria (ca. 6700 km²) e per lo Chott el Jerid in Tunisia (ca. 7000 km²), che sono laghi salati d'inverno e piane di sale d'estate.
Anche nei deserti asiatici esistono piane di sale. Una situazione particolare è costituita dal Lago d'Aral, che essiccatosi per gran parte a causa dell'eccessivo sfruttamento dei suoi immissari, ha generato in tempi recenti alcune distese saline. Il Lop Nur, nella Cina nord-occidentale, è addirittura scomparso in tempi recenti (ca. 1970), trasformandosi integralmente in una piana di sale.
Le saline naturali non vanno confuse con le saline coltivate, strutture artificiali (anche se spesso con una remota origine naturale), usate per la produzione di sale da cucina. A volte le saline coltivate vengono abbandonate e assumono l'aspetto di piane di sale o di laghi salati. Un esempio notevole è rappresentato dalle Saline di Margherita di Savoia, in Puglia, che con i suoi 39 km² è la maggiore d'Europa nella sua categoria; l'origine antica fu probabilmente un lago costiero salato.